# The Grandmother
The Grandmother est un court métrage américain réalisé par David Lynch, tourné en 16 mm couleurs et sorti en 1970.

## Synopsis
Un jeune garçon découvre une étrange graine qui, grâce à ses soins, se développe en cocon géant donnant naissance à une grand-mère, lui permettant de trouver une échappatoire à la tyrannie de ses parents.

## Fiche technique
- Réalisation : David Lynch
- Scénario : David Lynch
- Animation : David Lynch
- Prise de vues : David Lynch
- Genre : surréalisme, court métrage
- Durée : 34 min

## Distribution
- Richard White : le jeune garçon, héros du film (Mike)
- Dorothy McGinnis : la grand-mère
- Virginia Maitland : la mère
- Robert Chadwick : le père

## Production
The Alphabet aura été une porte de sortie pour Lynch qui, grâce à l'American Film Institute (AFI), pourra réaliser un nouveau court métrage d'une plus grande ampleur. C'est ainsi que naît The Grandmother, mélangeant encore une fois différents styles (images par images, pixellisation, etc.).